# Thomas Domres

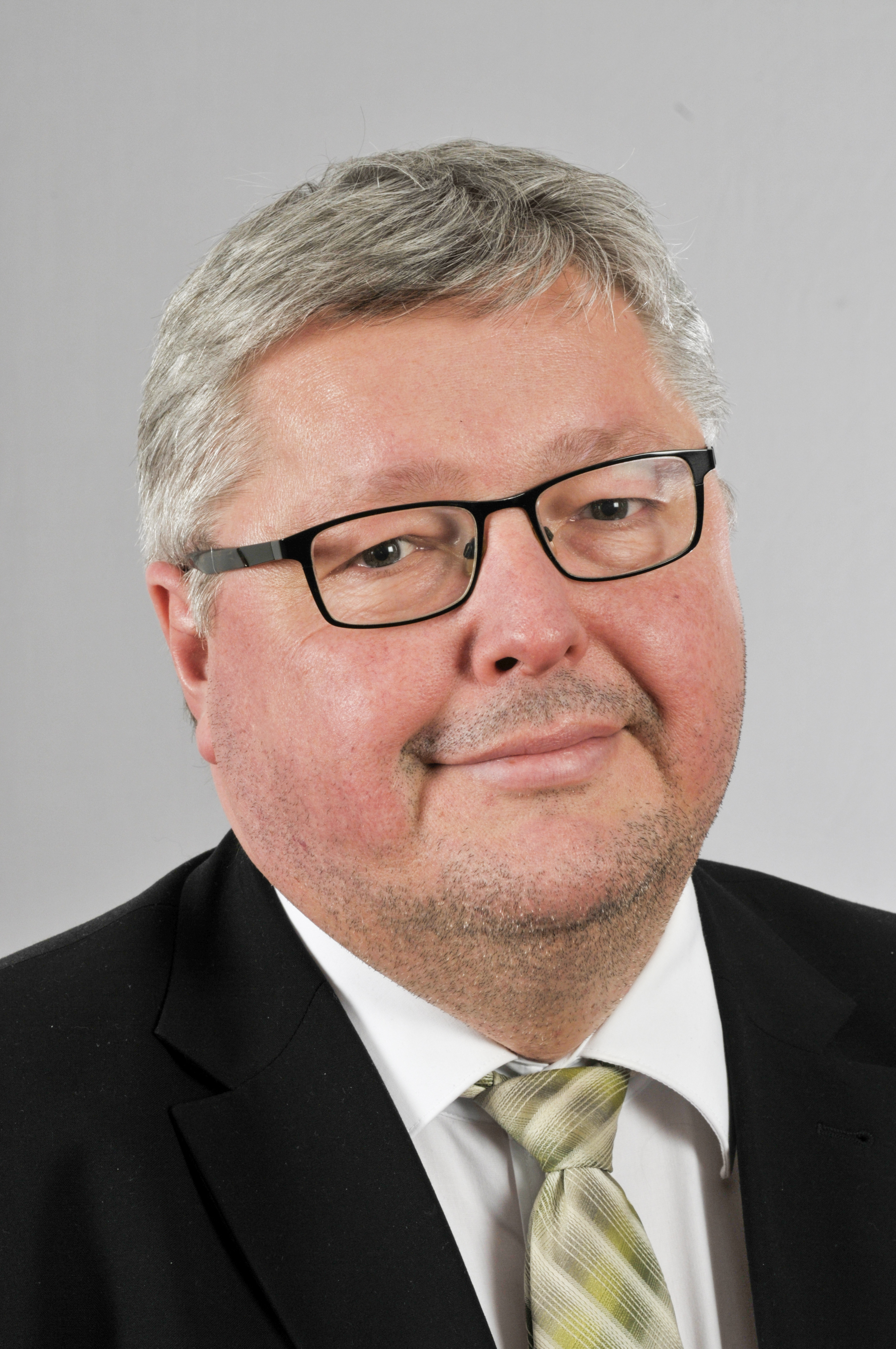
Thomas Domres (2016)

Thomas Domres (* 4. Juli 1970 in Perleberg, Bezirk Schwerin, DDR) ist ein deutscher Politiker (PDS, Die Linke). Er war von 1999 bis 2024 Abgeordneter im Landtag Brandenburg.

## Leben
Domres absolvierte nach der Polytechnischen Oberschule zwischen 1987 und 1989 eine Berufsausbildung zum Landmaschinen- und Traktorenschlosser. Von 1989 bis 1991 leistete er seinen Wehrdienst ab. Zwischen 1991 und 1993 absolvierte er erneut eine Ausbildung, diesmal zum staatlich anerkannten Altenpfleger an der Medizinischen Fachschule Wittenberge. Von 1993 bis 1999 arbeitete er als Altenpfleger beim Landesausschuss für Innere Mission.
Er hat ein Kind.

## Politik
1989 trat Domres in die SED ein, die sich im Zuge der Wende in PDS umbenannte. Er war ab Juli 2005 Mitglied von Die Linkspartei.PDS und ab Juni 2007 von Die Linke. Er ist Mitglied des Landesvorstandes seiner Partei in Brandenburg und Kreisvorsitzender seiner Partei in Prignitz.
1993 wurde er in die Stadtverordnetenversammlung seiner Heimatstadt Perleberg gewählt. Er war von 1998 bis 1999 und ist erneut seit 2008 Mitglied des Kreistages Landkreis Prignitz.
Bei der Landtagswahl zum Brandenburger Landtag im September 1999 wurde er Landtagsabgeordneter.
2004, 2009, 2014 und 2019 wurde er erneut in den Landtag gewählt. 2012 wurde er Mitglied des Landtagspräsidiums und zum Parlamentarischen Geschäftsführer der Linksfraktion im Landtag gewählt.
1999 wurde er Mitglied und war von 2004 bis 2012 Vorsitzender des Petitionsausschusses. Weiterhin war er von 2004 bis 2008 Mitglied im Wahlprüfungsausschuss, von 2008 bis 2009 Mitglied im Ausschuss für Inneres sowie von 2004 bis 2008 und von 2009 bis 2012 Mitglied im Ausschuss für Wirtschaft. Ab 2012 war er Mitglied im Hauptausschuss sowie ab 2014 Mitglied im Ausschuss für Ländliche Entwicklung, Umwelt und Landwirtschaft.
Bei der Landtagswahl 2024 zog Die Linke nicht mehr in den Landtag ein; Domres schied somit aus dem Landtag aus.